# Mount Cleveland (Alaska)
Der Schichtvulkan Mount Cleveland auf Chuginadak Island ist der größte Vulkan auf den Islands of Four Mountains, welche zur Inselkette der Aleuten gehören. Er liegt im westlichen Teil des unbewohnten Eilands, 13 Kilometer von der benachbarten Vulkaninsel Mount Tana entfernt. Mit seiner sehr symmetrischen Form entspricht er dem für klassisch gehaltenen Bild eines Vulkans.
Die Ureinwohner verehrten ihn als Gott des Feuers. Er ist einer der aktivsten Vulkane der Kette. An seinen Flanken sind zahlreiche erkaltete Lavaströme zu erkennen.
1944 soll ein Ausbruch einen Soldaten auf der Insel getötet haben. Er ist das einzig bekannte Opfer der Aleuten-Vulkane.
Jüngere Ausbrüche des Vulkans waren charakterisiert durch kurze Asche-Eruptionen und zeitweise begleitet durch Lavafontänen und -ströme. Kleine Eruptionen fanden im November 2012 und im Mai 2013 statt.

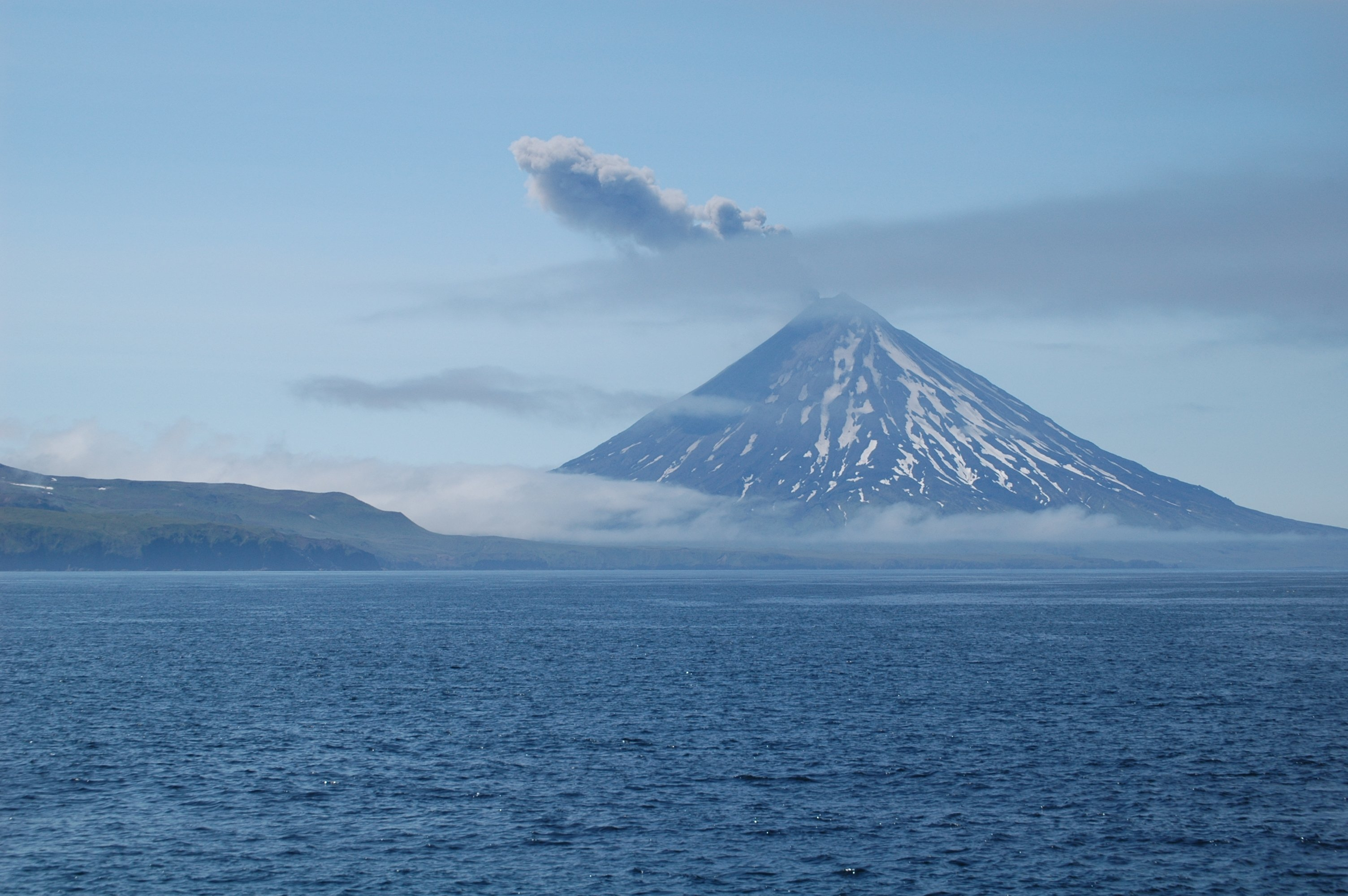
Ausbruch des Mount Cleveland 2010